# Witbrauwshamalijster
De witbrauwshamalijster (Copsychus luzoniensis synoniem: Kittacincla luzoniensis) is een vogelsoort uit de familie van de muscicapidae (vliegenvangers). De witbrauwshamalijster komt alleen voor in de Filipijnen.

## Kenmerken
De vogel is 17 tot 18 cm lang. Het mannetje is zwart van boven en heeft een duidelijke witte wenkbrauwstreep. De buik is wit, de stuit is rood en de staartpennen zijn donkerbruin tot zwart.

## Ondersoorten
Van de witbrauwshamalijster zijn de volgende ondersoorten bekend:
- C. l. luzoniensis: Luzon en Catanduanes.
- C. l. parvimaculatus: Polillo.
- C. l. shemleyi: Marinduque.